# Villa Orrigoni Litta Modignani
Villa Orrigoni-Litta Modignani  è una villa situata a Biumo Inferiore, quartiere della città italiana di Varese. 

## Storia
Fu edificata nella seconda metà del '600 presso la chiesa dei santi Pietro e Paolo da Giovanni Battista della facoltosa famiglia Orrigoni, originaria di Biumo, titolare di numerosi possedimenti nel territorio di Varese. Vantava origini antichissime risalenti ad un tale Orrigono di Pietro, conte palatino di Carlo Magno, ma i documenti relativi, datati al IX secolo, furono riconosciuti come falsi del sec. XVII. Il reale capostipite della famiglia fu Roberto (XIII secolo). 
La famiglia ebbe parecchi membri ascritti al Collegio dei Giureconsulti di Milano, e fu insignita nel 1665 del titolo di marchese ottenuto da Giampietro sul feudo di Ello e fu ascritta al patriziato milanese nel 1769. I suoi membri, fra i quali vi fu il poeta Carlo Giuseppe Orrigoni, si distinsero sia nelle armi che nelle cariche pubbliche. Si imparentò con la celebre casata milanese dei Litta Modignani con il matrimonio di Donna Giuseppa Orrigoni con il marchese Don Eugenio Litta Modignani nel 1764, a seguito del quale la villa passò agli eredi di tale famiglia.
è costituita da un grande fabbricato a tre piani, a forma di U, situato ai piedi della collina di Biumo e aperto verso la chiesa da una corte chiusa da una monumentale cancellata. è stato invece completamente distrutto l'ampio giardino all'italiana che si stendeva sulla collina, sostituito dall'edilizia civile e dalle strutture dell'oratorio parrocchiale, dopo che la villa divenne proprietà ecclesiastica nel novecento.
All'inizio dell'Ottocento i Litta Modignani diedero incarico al celebre architetto comasco Simone Cantoni di aggiornare l'aspetto della villa secondo l'imperante gusto neoclassico. Durante la battaglia di Varese, combattuta presso Biumo il 26 maggio 1859 dalle truppe garibaldine, l'area della villa fu teatro degli scontri.